# Promised Land (album d'Elvis Presley)
Pour les articles homonymes, voir Promised Land.
Albums de Elvis Presley
Elvis Recorded Live on Stage in Memphis
(1974) Today
(1975)
Promised Land est un album d'Elvis Presley sorti en 1975.

## Enregistrement
Les dix titres de l'album ont été enregistrés en décembre 1973 aux studios Stax de Memphis, en même temps que les chansons figurant sur l'album précédent d'Elvis Presley, Good Times.

## Parution
L'album sort le 8 janvier 1975, le jour du 40e anniversaire du chanteur.

## Titres

### Face 1
1. Promised Land (Chuck Berry) – 2:57
2. There's a Honky Tonk Angel (Who'll Take Me Back In) (Troy Seals, Danny Rice) – 3:01
3. Help Me (Larry Gatlin) – 2:27
4. Mr. Songman (Donnie Summer) – 2:08
5. Love Song of the Year (Chris Christian) – 3:33

### Face 2
1. It's Midnight (Billy Edd Wheeler, Jerry Chesnut) – 3:21
2. Your Love's Been a Long Time Coming (Rory Bourke) – 3:47
3. If You Talk in Your Sleep (Red West, Johnny Christopher) – 2:35
4. Thinking About You (Tim Baty) – 3:00
5. You Asked Me To (Waylon Jennings, Billy Joe Shaver) – 2:52

## Musiciens
- Elvis Presley : chant, guitare
- David Briggs : piano, orgue
- James Burton : guitare
- Johnny Christopher : guitare
- Doug Bartenfeld : guitare
- Per Erik Hallin : piano, orgue, clavinet, chœurs
- Norbert Putnam : basse
- Ronnie Tutt : batterie
- Pete Hallin : clavinet
- Bill Baize, Tim Baty, Ed Enoch, Jeannie Green, Mary Holladay, Sherrill Nielsen, Susan Pilkington, David Rowland, J. D. Sumner, Donnie Sumner, Kathy Westmoreland : chœurs